# Oliviero Zega
Oliviero Zega (Roma, 4 gennaio 1924 – 2012) è stato un calciatore italiano, di ruolo attaccante.

## Carriera
Nella stagione 1942-1943 gioca in Serie C con il Littorio; successivamente passa all'Avia, con la cui maglia mette a segno 5 reti in 14 presenze nel Campionato romano di guerra 1943-1944. Con la divisa dell'Italia Libera disputa invece il Campionato romano di guerra 1944-1945 ed il campionato di Serie C nella stagione 1945-1946, la prima dopo la fine della Seconda guerra mondiale. Nell'estate del 1946, all'età di 22 anni, passa alla Salernitana, società di Serie B. Nella stagione 1946-1947 mette a segno 4 reti in 13 presenze nel campionato cadetto, che i campani vincono centrando quindi la loro prima storica promozione in Serie A. Nella stagione 1947-1948 Zega veste la maglia della Roma, in Serie A; gioca la sua unica partita di campionato in giallorosso il 28 marzo 1948, in Atalanta-Roma (1-1); a fine anno i capitolini lo cedono al Catania con cui nella stagione 1948-1949 Zega vince il campionato di Serie C. L'anno successivo gioca ancora in terza serie, questa volta con la maglia del Marsala, mentre nella stagione 1951-1952 è nuovamente al Catania, con cui gioca 3 partite senza mai segnare nel campionato di Serie B. L'anno successivo viene ceduto in prestito all'Acireale, che dalla IV Serie retrocede nel campionato regionale di Promozione. Continua poi a giocare nelle serie minori con L'Aquila (IV Serie 1954-1955), Caltagirone (IV Serie 1956-1957) e Sanlorenzartiglio (Campionato Dilettanti 1957-1958).

## Palmarès

### Club

#### Competizioni nazionali
- Campionato italiano di Serie B: 1

Salernitana:  1946-1947
- Serie C: 1

Catania: 1948-1949